# Плонне (Куявсько-Поморське воєводство)
Плонне (пол. Płonne) — село в Польщі, у гміні Радомін Ґолюбсько-Добжинського повіту Куявсько-Поморського воєводства.
Населення — 450 осіб (2011).
У 1975-1998 роках село належало до Торунського воєводства.

## Демографія
Демографічна структура станом на 31 березня 2011 року:
|          | Загалом | Допрацездатний вік | Працездатний вік | Постпрацездатний вік |
| -------- | ------- | ------------------ | ---------------- | -------------------- |
| Чоловіки | 231     | 49                 | 160              | 22                   |
| Жінки    | 219     | 49                 | 123              | 47                   |
| Разом    | 450     | 98                 | 283              | 69                   |